# 巴比·达林
鲍比·达林（英語：Bobby Darin，1936年5月14日—1973年12月20日），原名瓦爾登·羅伯特·卡斯奥托，是一位美國歌手，詞曲作者和演員。他演出各類型風格的音樂，包括流行、搖滾，民謠和乡村音乐
。
家庭背景：
達林先生原名Walden Robert Cassotto, 外祖父是意大利裔美國人，父親和祖父則是英裔美國人.

## 聲名大噪

### 作為歌手
入行初期達林為康妮·弗朗西斯（英語：Connie Francis）創作歌曲。於1958年，他灌錄了首張百萬銷量的單曲《Splish Splash》，接着推出的歌曲是《Dream Lover》、《Mack the Knife》和《Beyond the Sea》，這令他於世界樂壇聲名大噪。於1959年更獲得「格萊美最佳新人獎」，是格萊美第一屆頒授這類獎項。

### 作為演員
1962年，他憑第一部主演的電影《Come September》奪得了金球獎的「年度新星（演員）」，參演的影星還有他的第一任妻子桑德拉·迪伊（英語：Sandra Dee）。1964年，达林在電影《Captain Newman, M.D.》的演出獲得肯定，於第36屆奧斯卡金像獎獲「最佳男配角獎」提名。

## 事業後期
整個六十年代，達林變得更加積極參與政治，並致力於羅拔·甘迺迪的民主黨總統競選。1968年6月5日凌晨，甘迺迪遇刺的時候，他在洛杉磯大使酒店現場。同年，他發現養大他的人是祖父母，而不是父母親，而那位他以為是姊姊的原來是他的母親。這些事深刻地影響達林，後來他隱居了整整一年時間。
1972年，巴比·达林於電視節目復出。雖然獲得成功，他的健康狀況開始下滑，亦在他意料之內，因為童年時曾多次風濕熱發作，身體虛弱。對這方面的了解更促使他趁年輕的時候，展示音樂才華。1973年12月20日他於心臓手術後逝世，享年三十七歲。

## 奬項殊榮
1982年5月26日，荷里活星光大道頒贈星形獎章予巴比·達林，紀念他對娛樂業的貢獻。1990年，歌手保羅·安卡將巴比·達林帶進「搖滾名人堂」。1999年，他獲選進入「歌曲作者名人堂」。2010年1月30日，巴比·達林獲頒贈「格林美終身成就獎」。

## 作品目錄

### 專輯
- That's All (1960)
- This Is Darin (1960)
- Darin at the Copa (1960)
- You're the Reason I'm Living (1963)
- If I Were a Carpenter (1966)
- Inside Out (1967)
- Bobby Darin Sings Doctor Dolittle (1967)

### 電影
- Shadows (1959)
- Pepe (1960)
- Come September (1961)
- Too Late Blues (1962)
- State Fair (1962)
- Hell Is for Heroes (1962)
- If a Man Answers (1962)
- Pressure Point (1962)
- Captain Newman, M.D. (1963)
- That Funny Feeling (1965)
- Gunfight in Abilene (1967)
- Stranger in the House (1967)
- The Happy Ending (1969)
- Happy Mother's Day, Love George (1973)

## 外部連結
- 巴比·達林官方網站 （页面存档备份，存于）